# Prosalirus bitis
Prosalirus bitis és un gènere extint representat per una única espècie d'amfibi del clade Salientia, grup que inclou als anurs i taxons relacionats a est, que 
va viure al començament del període Juràssic en el que avui són els Estats Units. És el nom donat a una granota prehistòrica fossilitzada trobada a la Formació Kayenta d'Arizona el 1981 per Farish Jenkins. L'espècie tipus, i només actualment, és Prosalirus bitis.

## Descripció
L'esquelet té trets primitius, però sobretot ha perdut els trets semblants a la salamandra dels seus avantpassats. Té un esquelet dissenyat per absorbir la força de saltar amb les potes posteriors i la cua. També té ossos llargs de maluc, ossos llargs de les potes posteriors i ossos llargs del turmell, tots semblants a les granotes modernes, i des del 2009 és la granota veritable més antiga.
El nom prové del verb llatí prosalire, que significa "saltar endavant". Es creu que va viure durant l'època del Juràssic primerenc fa 190 milions d'anys, molt abans de la primera granota moderna coneguda, Callobatrachus.
A partir del 2020, només s'han descobert tres esquelets de Prosalirus.

## Hàbitat
Es creu que Prosalirus vivia en ambients salobres, d'aigua dolça i terrestres.